# لوئیس ویلسون (هنرپیشه)
لوئیس ویلسون (انگلیسی: Lois Wilson؛ ‏ ۲۸ ژوئن ۱۸۹۴ – ۳ مارس ۱۹۸۸) هنرپیشه و کارگردان اهل ایالات متحده آمریکا بود.
از فیلم‌هایی که وی در آن نقش داشته‌است، می‌توان به نمایش نمایش‌ها، قهرمان جهان و به خانه خوش آمدی اشاره کرد.